# Followers (série de televisão)
Seguidores é uma série de televisão japonesa de streaming e a primeira série dramática da diretora Mika Ninagawa. A série estreou na Netflix em 27 de fevereiro de 2020.

## Enredo
A série gira em torno da pulsante capital de Tóquio com toda a sua vida, cores, moda e ambição, bem como o estilo de vida fascinante das mulheres que vivem lá. Limi Nara é uma fotógrafa de moda famosa e bem-sucedida que avançou sua carreira com fotografias da Tóquio moderna, capturando as mudanças na cidade e em seu povo. Ela leva uma vida confiante e independente tanto privada quanto profissionalmente. Em contraste com ela está a jovem atriz Natsume Hyakuta, que está constantemente tendo problemas em sua vida privada e profissional em busca de autoconfiança e de sua própria identidade.
Mas isso muda repentinamente um dia, quando Limi publica uma fotografia de Natsume no Instagram. A vida de Natsume e daqueles ao seu redor colidem na florescente Tóquio enquanto eles tentam defender sua posição e status enquanto seguem seus corações, sonhos e redes sociais. Todas essas mulheres estão tentando encontrar seu próprio caminho para a felicidade e o amor.